# Homme-debout
L’homme-debout, aussi appelé "Jean debout", est une armoire étroite à deux vantaux superposés séparés par un tiroir. Proche de la bonnetière, il était répandu en Vendée. On lit parfois que certains de ces meubles ne possédaient en façade qu'un tiroir factice, permettant à un homme de se cacher à l'intérieur pendant la Chouannerie, mais aucune référence ne permet de le confirmer. 